# Spalentor

Die Vorderseite des Spalentors

Fotografie aus dem 19. Jahrhundert

Das Spalentor (Baseldeutsch Schbaledoor [ˈʃbaːləˌdɔːʁ]) ist ein ehemaliges Stadttor der Stadt Basel und entspricht an der äusseren Basler Stadtmauer dem ehemaligen  Spalenschwibbogen an der inneren. Es ist eines der drei Stadttore, welche heute noch existieren, und steht unter Denkmalschutz. Das Spalentor war das aufwändigste Stadttor von Basel und gilt als eines der schönsten in der Schweiz.

## Geschichte
Im Oktober 1356 legte das grosse Basler Erdbeben die Stadt in Trümmer. Danach musste sie neu aufgebaut werden. Dabei erhielt sie auch einen grösseren Mauergürtel, welcher erstmals die Vorstädte mit einbezog. Über 40 Wehrtürme verstärkten die Ringmauer; sieben davon waren Tortürme, und das Spalentor ist einer davon. Es schützte die Spalenvorstadt und öffnete sich auf die grosse Landstrasse ins Elsass. Das Tor wird 1387 zum ersten Mal urkundlich erwähnt, ist aber erst um 1400 fertig geworden.
In der zweiten Hälfte des 19. Jahrhunderts hemmten die Mauern das Wachstum der Stadt und wurde als einengend und überholt betrachtet. So ging man daran, sie niederzulegen, auch die meisten Türme und Tore wurden abgebrochen. Nur das St. Johanns-Tor, das St. Alban-Tor und das Spalentor blieben verschont. Seither stehen sie frei.

## Name
Der Ursprung des Namens «Spalen» ist nicht zweifelsfrei geklärt. Der Historiker Daniel Albert Fechter publizierte 1852 eine mögliche Herleitung vom lateinischen palus («Pfahl», «Palisade»), was heute als wahrscheinlichste Variante angenommen wird. 1231 ist in der Region zum ersten Mal das Wort «Spalon» nachgewiesen; ab etwa 1220 begann sich das Siedlungsgebiet vor die damalige Stadtmauer, die später «innere Stadtmauer» genannt wurde, auszudehnen. Die so entstandene «Vorstadt» wurde aber nicht schutzlos gelassen, sondern durch eine hölzerne Palisade gesichert. Daraus ergab sich vermutlich der Name der Vorstadt und des heutigen «Spalen»-Quartiers.
Die These wird durch Beispiele aus der Region untermauert. So wird 1383 bei Wentzweiler ein «Spalacker», 1339 bei Zumersheim ein «Spalengarten» und bei Blotzheim eine «Hofstatt an dem Spalen» erwähnt. All diese Beispiele deuten auf Areale hin, die mit einem Hag aus Pfählen umfriedet gewesen sind.
Ein früher verwendeter Name «Paulustor» oder «St. Pauls-Tor» ist vermutlich auf eine Verballhornung aus dem 18. Jahrhundert zurückzuführen und war bis ins 20. Jahrhundert auf Postkarten und Stichen zu finden. Ernst Alfred Stückelberg legte 1917 die These vor, dass diese Bezeichnung sich vom Patronat der Kirche des in der Spalenvorstadt bis zur Reformation ansässigen Klosters Gnadental ableitete; sie wurde u. a. von Felix Staehelin kritisch betrachtet. Inwiefern zur Namensgebung der wenige hundert Meter entfernten Pauluskirche von 1901 eine Verbindung besteht, ist bislang nicht untersucht worden.

## Tor und Ausstattung
Das Spalentor besteht aus dem 40,3 m hohen Torturm von quadratischem Grundriss und wird von zwei runden Türmen flankiert,  welche in den Graben vorspringen. Diese sind 28,15 m hoch, zu oberst achteckig und von Zinnen gekrönt; die flachen Zeltdächer, welche sie einst trugen, wurden 1842 in einem Sturm zerstört. Die Mauern des Torhauses sind stadtauswärts zwei Metern dick, stadteinwärts immer noch 1,60 m. Die Durchfahrt, jetzt nur noch für Fussgänger bestimmt, kann durch ein schweres Holztor geschlossen werden, davor ist ein starres Fallgatter angeordnet, zudem konnten senkrechte Balken von oben einzeln heruntergelassen werden und so die Strasse sperren. Der viereckige, steinsichtige Torturms ist mit bunt glasierten Ziegeln gedeckt, und wie zwei Wächter stehen die verputzten Rundtürme auf beiden Seiten.
Das Tor wurde 1473/74 durch ein von Jakob Sarbach erbautes niedriges Vortor ergänzt und besass ursprünglich eine Zugbrücke über den Stadtgraben. Unter dem Graben befinden sich Wasserkanäle, in denen gebadet werden konnte. Heute ist er nur noch angedeutet und liegt trocken.
Die äussere Fassade des Spalentors ist mit Skulpturen geschmückt. Direkt über dem Torbogen erkennt man ein aus rotem Sandstein gehauenes und von zwei Löwen gehaltenes Baslerwappen. Darüber steht weithin sichtbar die überlebensgrosse Statue der Stadtpatronin, Maria mit Kind auf der Mondsichel, links und rechts von ihr zwei Propheten, alle drei unter hohen Baldachinen. Die Originale aus der Zeit um 1400 werden im Historischen Museum verwahrt, am Bau sind Kopien angebracht.
Erst im Jahre 1838 erhielt das Spalentor eine Uhr. Das Werk wurde aus dem damals abgebrochenen Spalenschwibbogen übernommen, die gusseisernen Zifferblätter wurden neu hergestellt.
Das Spalentor wurde 1933 vom Kanton Basel-Stadt mit Bundeshilfe restauriert und unter Denkmalschutz gestellt.

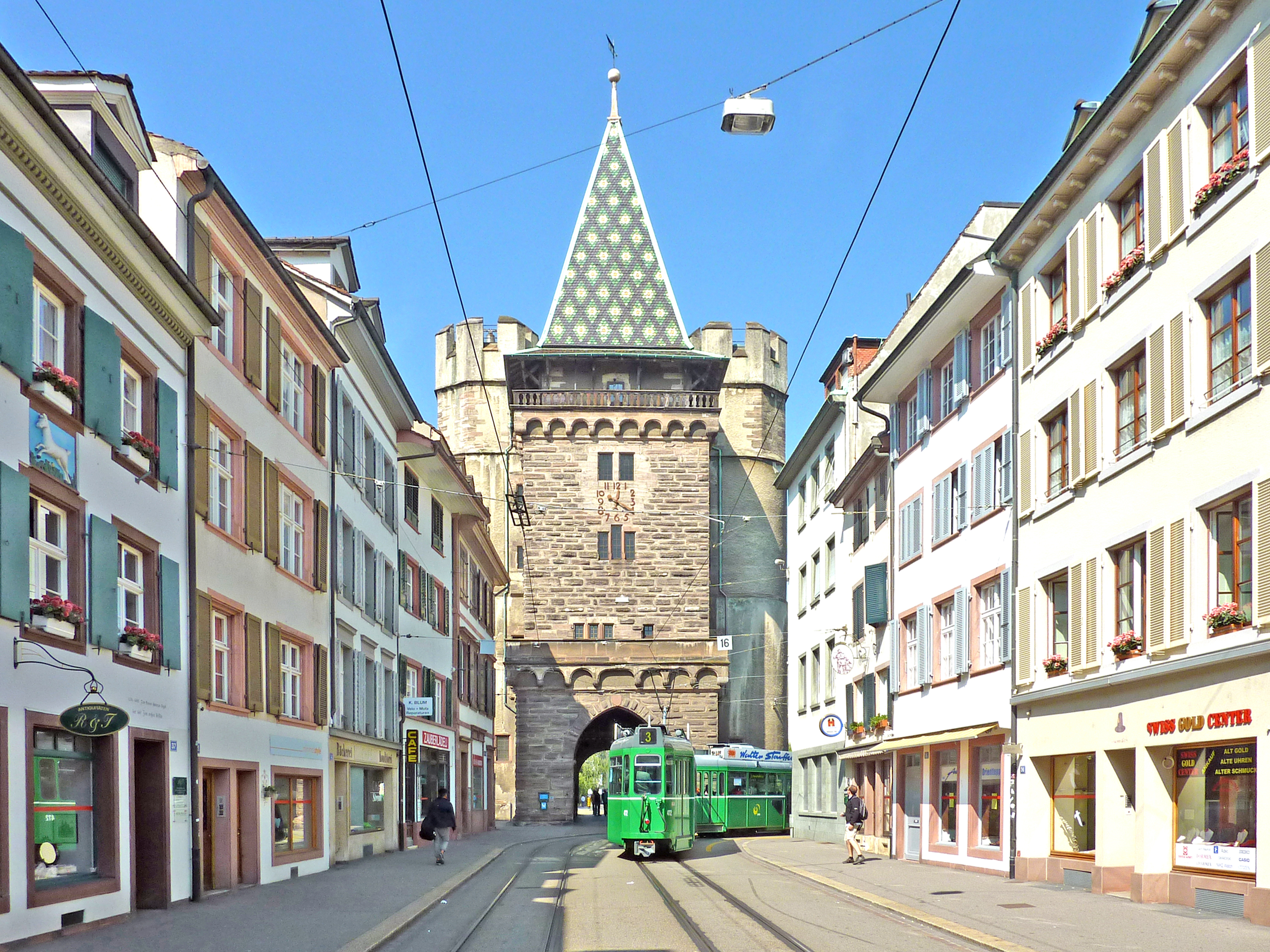
Das Spalentor von der Spalenvorstadt aus gesehen
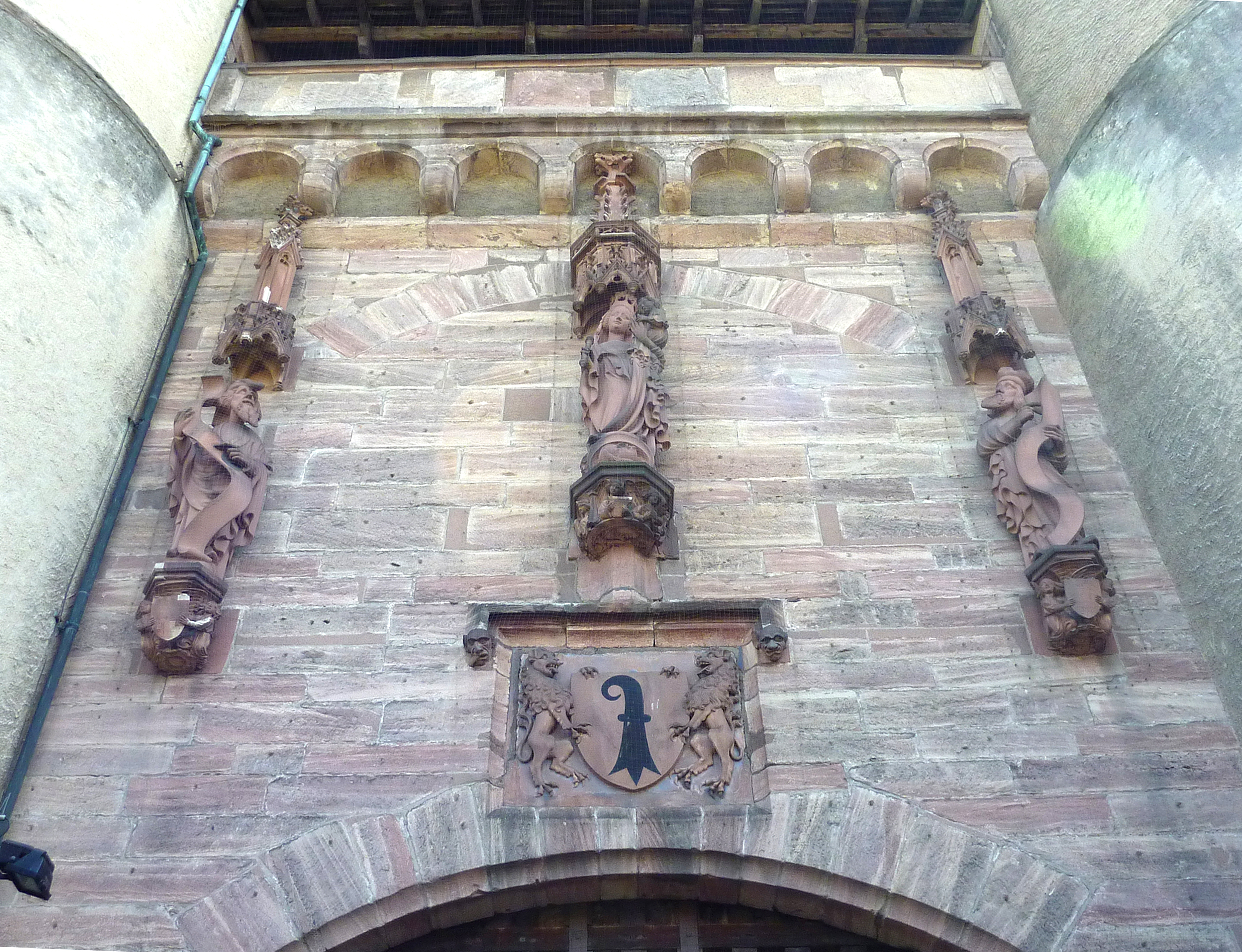
Detail der Skulpturen an der vorderen Seite
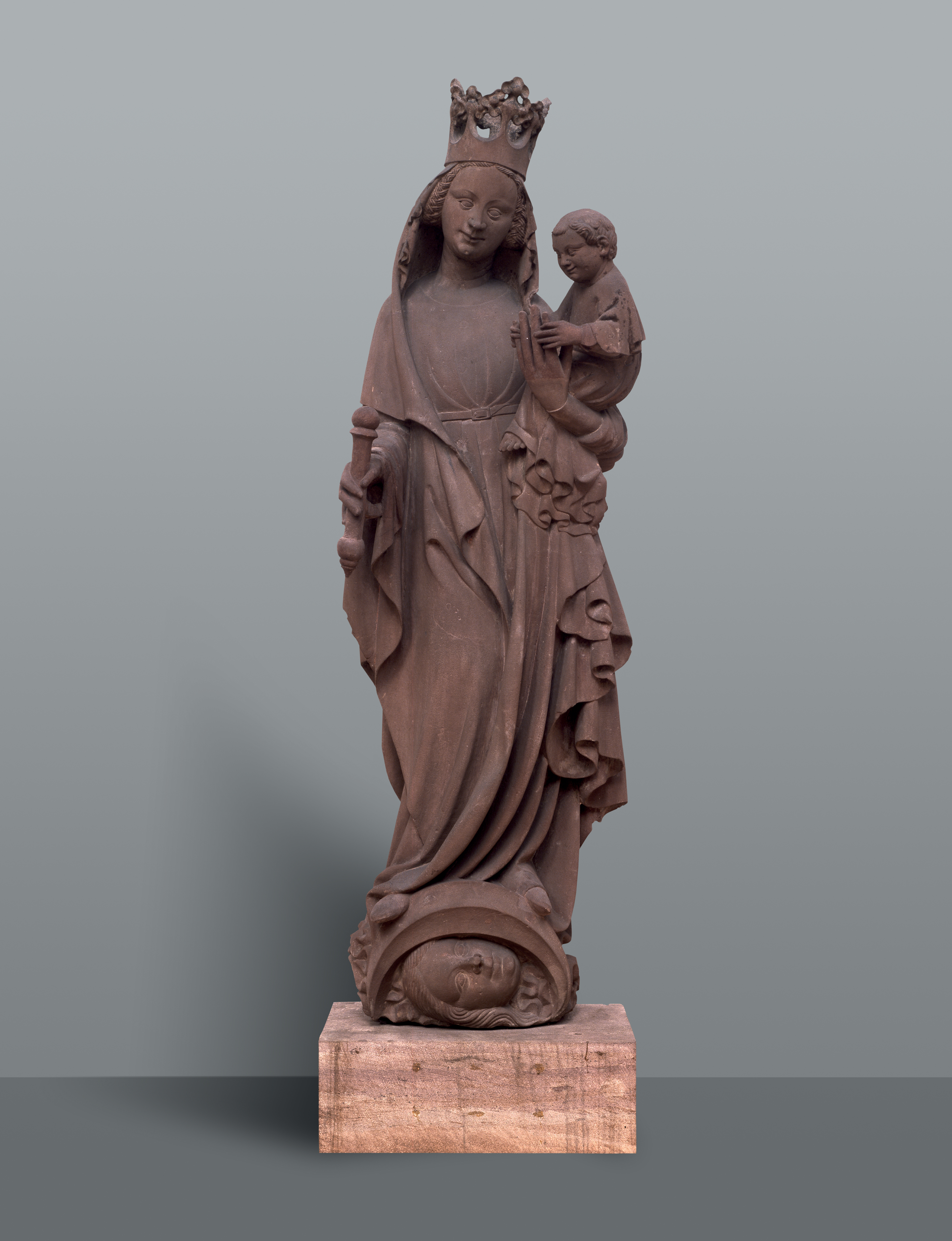
Marienstatue von der Feldseite, um 1398
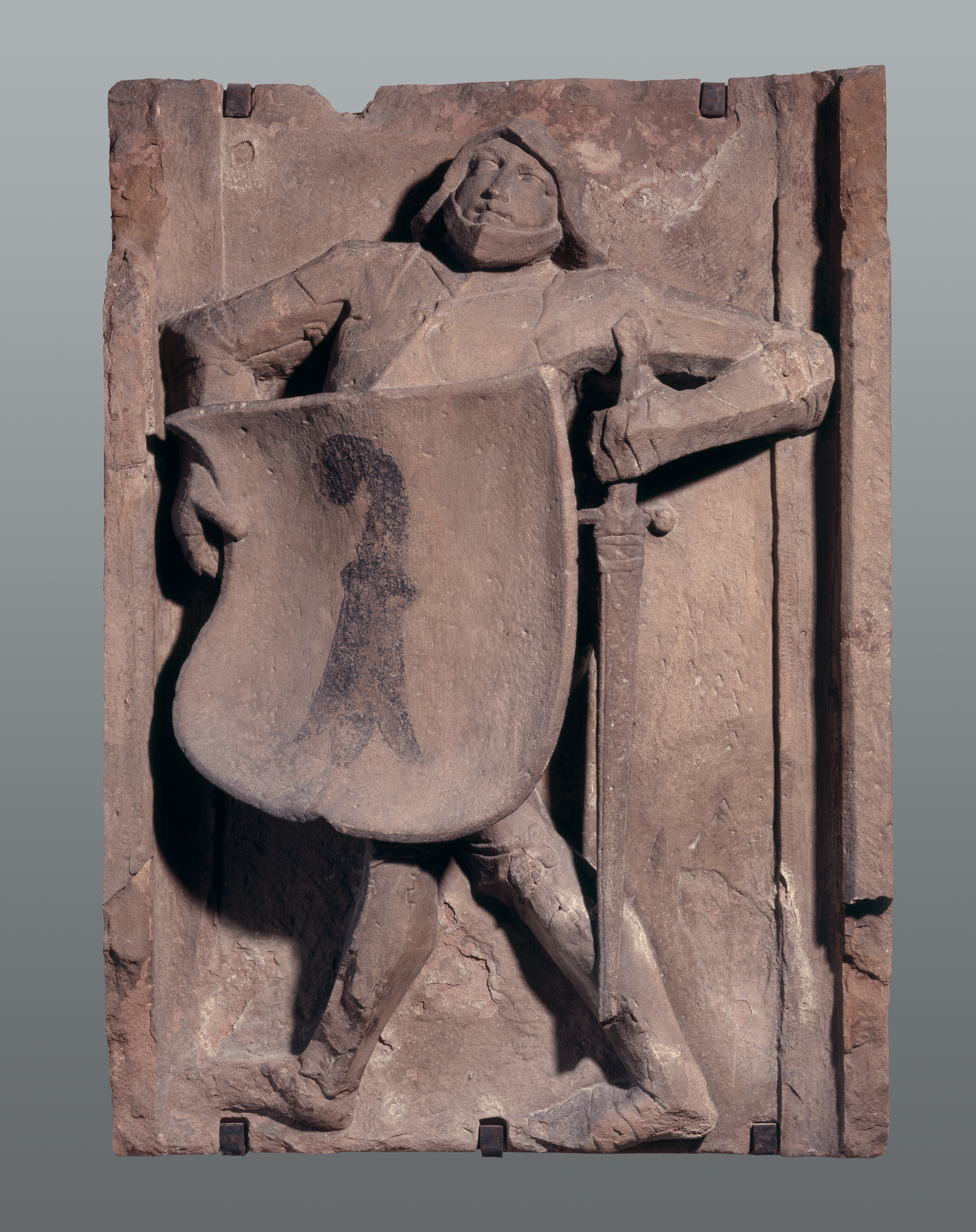
Schildhalter vom Vortor, um 1475